# Антофагаста-де-ла-Сьерра (вулкан)
Антофагаста-де-ла-Сьерра — группа шлаковых конусов, расположенных на одноимённом вулканическом поле. Самый высокий конус возвышается на 4000 метров. Находится в провинции Катамарка, Аргентина. Сложены преимущественно базальтами, андезитами и застывшими лавами. Анализ застывших лав показал, что вулканическая деятельность в данном районе была несколько тысяч лет назад. Данная группа шлаковых конусов возникла в современный период.
В районе вулканического поля располагалось поселение и крепость инков. Вулканические породы местного базальта они использовали для своих построек.